# Music tracks from Wish
『music tracks from Wish』は、1997年2月5日にビクターエンタテインメントよりリリースされた、CLAMP原作『Wish』のラジオ･ドラマのサウンドトラックである。

## 収録曲
作編曲はALI PROJECTの片倉三起也が担当している。1,2,3,5,6までの作詞・ボーカルは宝野アリカが担当している。
1. Wish [4:27]
2. エンジェル・エッグの作り方～for Ruri & Hari [4:36]
  - イントロにBest Serviceのサンプル音源『Orchestral Colours』より「A Miracle」「A Breath Of Air」が利用されている。
  - Aメロにフランシス・プーランクの『15の即興曲第7番 ハ長調』が引用されている。
3. Chu Chu [4:04]
4. WING BELL [5:03]
5. 夢のあとに apres un reve [4:52]
6. Sanctuary [4:08]
7. 組曲「Wish」<1>プロローグ～墜ちてきた天使 [1:07]
  - Best Serviceのサンプル音源『Orchestral Colours』より「Harp Arpeggios」「Tremolo Crescendo Strings」が利用されている。
8. 組曲「Wish」<2>琥珀のメヌエット [0:21]
9. 組曲「Wish」<3>Wonder of wonder [0:47]
10. 組曲「Wish」<4>Pastel Shade [0:35]
11. 組曲「Wish」<5>mew mew [1:11]
12. 組曲「Wish」<6>夢のあとに＜オルゴオル＞ [1:33]
13. 組曲「Wish」<7>Monsieur mechant＜紅榴＞ [0:55]
14. 組曲「Wish」<8>空がいっぱい [0:47]
15. 組曲「Wish」<9>Love like ours＜翡翠＆黒耀＞ [1:22]
16. 組曲「Wish」<10>いざ街へ！ [0:43]
17. 組曲「Wish」<11>Wing Bell＜ちょっと心配＞ [0:28]
18. 組曲「Wish」<12>夢のあとに～for Hotaru [1:33]
19. 組曲「Wish」<13>エピローグ～a wish [2:28]